# Кондратович, Рихард Язепович
Рихард Язепович Кондрато́вич (латыш. Rihards Kondratovičs; 12 мая 1932 Латгалия — 17 февраля 2017) — советский и латвийский селекционер. Латвийский эмеритированный учёный. Организатор и заведующий питомником рододендронов в Бабите. Член Английского королевского садоводческого общества. Советский доктор биологических наук (в Латвии хаб.доктор наук), эмеритированный профессор Латвийского университета. Академик АН Латвии. Рихард Кондратович большую часть научной деятельности посвятил селекции рододендронов. Рихард вывел более 50 сортов рододендронов (провел больше 600 скрещиваний и вывел 49 сортов, растущих в открытом грунте, и 15 сортов, растущих в закрытом грунте), большая часть которых занесена в Международный регистр растений. экс-директор Ботанического сада ЛУ и экс-проректор по науке ЛУ.

## Биография
Рихард Кондратович родился 12 мая 1932 года в семье латышей Язепа и Антонины на юго‑востоке Латвии, недалеко от границы с Белоруссией. Хутор, где родился Рихард, носил романтическое название — «Sauleskalnos», что в переводе звучит как «Солнечная Гора», и располагался он в Асунской волости Даугавпилсского уезда.
В 1955 году окончил биологический факультет Латвийского государственного университета по специальности физиолога растений, а также учителя биологии и химии. Два месяца после окончания университета Рихард был занят работой в качестве ассистента в лаборатории физиологии человека и животных в стенах родного университета. В дальнейшем на его
плечи легла работа директора университетского ботанического сада.
В 1957 году начал научную работу, связанную с изучением представителей рода Рододендрон, весьма слабо представленный в то время в ботаническом саду. Сделанные в процессе исследований наблюдения после соответствующей обработки легли в основу кандидатской диссертации «Интродукция рододендронов в Латвийской ССР», защищенной в 1964 году на учёном совете биологического факультета Латвийского университета. Научным руководителем была Хелена Антоновна Мауриня — видный ученый в области биологии и физиологии растений.
В 1981 году вышли две книги Р. Кондратовича на русском языке: «Рододендроны» и «Рододендроны в Латвийской ССР. Биологические основы культуры». В 1983 году в Главном ботаническом саду в Москве монография «Рододендроны в Латвийской ССР. Биологические особенности культуры» была представлена на соискание учёной степени доктора биологических наук. Защита прошла успешно.
Оставив пост директора ботанического сада в 1965 году, он с того же времени по 1969 год был деканом биологического факультета университета, заведовал лабораторией физиологии растений. С 1966 по 1985 год в должности сначала старшего преподавателя, а позднее доцента он учил студентов.

## Главные публикации
- Интродукция рододендронов в Латвийской ССР : диссертация … кандидата биологических наук : 03.00.00. — Рига, 1964. — 387 с. : ил.
- Рододендроны в Латвийской ССР : Биологические особенности культуры : диссертация … доктора биологических наук : 03.00.05. — Рига; Зинатне, 1981. — 332 с. : ил.
- Кондратович, Рихард Язепович. Рододендроны / Р. Кондратович. — Рига : Авотс, 1981. — 231 с. : ил., 8 л. ил.; 20 см.
- Рододендроны в Латвийской ССР : Биол. особенносты культуры / Р. Я. Кондратович. — Рига : Зинатне, 1981. — 332 с. : ил., 16 л. ил.; 25 см.
- R.Kondratovičs. Rododendri, Liesma, Rīga, 1965, 124 lpp.
- R.Kondratovičs. Acālijas, Liesma, Rīga, 1971, 144 lpp.
- R.Kondratovičs. Augu anatomijas praktikums, Zvaigzne, Rīga, 1976, 280 lpp.
- R.Kondratovičs. Rododendri, Liesma, Rīga, 1978, 180 lpp.
- R.Kondratovičs. Rododendri, Avots, Rīga, 1981, 231 lpp. (На русском)
- Кондратович Р. Рододендроны. — Рига: Зинатне, 1981.
- R.Kondratovičs. Rododendri Latvijas PSR. Kultūras bioloģiskās īpatnības, Zinātne, Rīga, 1981, 334 lpp. (На русском)
- U.Kondratovičs, R.Kondratovičs. Rhododendron in Lettland. «Rhododendron und immergrüne Laubgehölze», Bremen, 1996, S.106-115
- R.Kondratovičs, U.Kondratovičs. Introduction and breeding of Rhododendrons in Latvia. Baltic Botanic Gardens in 1997, Tallinn, 1998, pp. 26-29
- R.Kondratovičs, U.Kondratovičs. Rododendru audzēšana un kopšana, LU, Rīga, 2000, 28 lpp.
- R.Kondratovičs, U.Kondratovičs. Rododendru Avīze, AS Lauku Avīze, Rīga, 2002, 8 (74), 64 lpp.
- R.Kondratovičs, U.Kondratovičs, G.Riekstiņa. Rododendru audzēšana un kopšana, Babīte, 2003, 32 lpp. (на русском)
- R.Kondratovičs. Rododendri un to selekcija Latvijā, LU, Rīga, 2005, 102 lpp.
- Рододендроны (опыт интродукции в Латвии). Знатне. Рига. 1981